# Копаче-Великі
Копаче-Великі (пол. Kopacze Wielkie) — село в Польщі, у гміні Щурова Бжеського повіту Малопольського воєводства.
Населення — 87 осіб (2011).
У 1975-1998 роках село належало до Тарновського воєводства.

## Демографія
Демографічна структура станом на 31 березня 2011 року:
|          | Загалом | Допрацездатний вік | Працездатний вік | Постпрацездатний вік |
| -------- | ------- | ------------------ | ---------------- | -------------------- |
| Чоловіки | 42      | 5                  | 28               | 9                    |
| Жінки    | 45      | 11                 | 15               | 19                   |
| Разом    | 87      | 16                 | 43               | 28                   |